# Urungwe
Urungwe (auch: Hurungwe oder Karoi-Rural-Distrikt) ist ein Distrikt in der Provinz Mashonaland West in Simbabwe mit 390.897 Einwohnern (2022). Zentrum des Distrikts ist Karoi.

## Geografie
Der Distrikt liegt im Norden von Mashonaland West. Er hat eine Fläche von 19.843 km². Er erhebt sich im Süden bis auf 1200 Meter über dem Meeresspiegel und fällt nach Norden, zum Sambesi, bis auf etwa 500 Meter ab. Dabei bildet der Sambesi die Nordgrenze, der Fluss Sanyati einen großen Teil der Westgrenze und der Angwa, so wie dessen Nebenfluss Mkanga, ein Stück der Ostgrenze.
Im Westen grenzt er in Simbabwe an den Distrikt Kariba und in der Provinz Midlands an Gokwe North, im Süden an Makonde und im Osten, in der Provinz Mashonaland Central, an Guruve. In Sambia in der Provinz Lusaka an Luangwa und Kafue und in der Südprovinz an Chirundu.
Der Distrikt ist in 26 Wards aufgeteilt.

## Wirtschaft
Im Jahr 2021 lebten die Menschen in 79,2 % der Haushalte unter der für Simbabwe in diesem Zeitraum festgelegten Armutsgrenze von 45.60 US$/Person und Monat. Er ist damit einer der ärmsten im Land.
Urungwe ist zwar semiarid, gilt aber als fruchtbar und muss bewässert werden. Es werden Weizen, Baumwolle, Mais, Tabak und Soja angebaut.
In zehn Minen in fünf Orten im Distrikt werden Minerallagerstätten abgebaut: Alluaudit, Arrojadit, Beryll, (Aquamarin, Smaragd, Goshenit, Heliodor), Kassiterit, Elbait, Euklas, Kaolinit, Kyanit, Glimmer, Topas, Uvit, Werdingit, Zimbabweit.